# Grotta di Pertosa

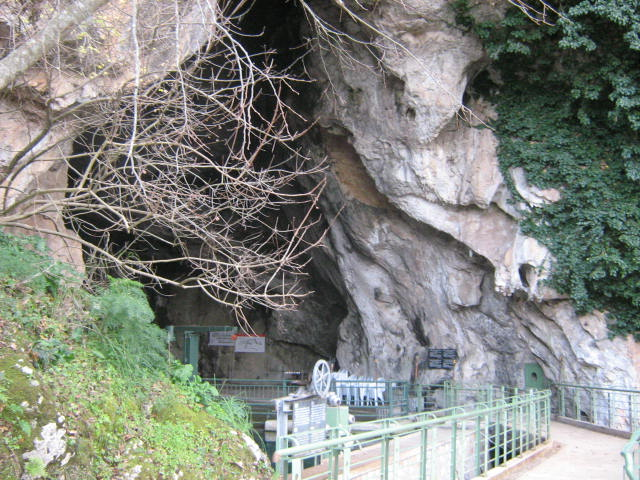
Eingang

Die Grotte von Pertosa, auch Grotta dell’Angelo (Engelsgrotte) genannt, befindet sich zwischen den Gemeinden Pertosa und Auletta, 60 km entfernt von Salerno in der grünen Landschaft der Alburni-Gebirgskette in Italien.

## Geographie
Die im cilentanischen Hinterland liegende Engelsgrotte ist einfach zu erreichen über die Staatsstraße SS 19 Kalabrien oder, aus dem Norden kommend, über die Ausfahrt Petina auf der Autobahn A3 Salerno – Reggio Calabria, und aus dem Süden kommend über die Ausfahrt Polla.

## Geologie
Die Grotte dell’ Angelo ist ein eindrucksvolles Natur-Amphitheater im Alter von ca. 35 Millionen Jahren. Sie existierte bereits in der Steinzeit, worauf viele Fundstücke hinweisen. Bevor die Christen sie dem heiligen Erzengel Michael weihten, wurde die Grotte von Griechen und Römern als Kultstätte genutzt.
Riesige Hohlräume, verbunden durch tunnelartige Stollen, erstrecken sich über ca. 2500 m Länge. Sie sind mit zahlreichen Stalaktiten und Stalagmiten bedeckt. Um diese in Italien einzigartige Grotte zu erreichen, muss man mit einem Boot einen kleinen unterirdischen Fluss passieren und einige hundert Meter in das Innere der Erde fahren, wo die Stille nur noch vom rauschenden Wasser übertönt wird. Nach einigen Minuten am anderen Ende angekommen, trifft man auf einen wundervollen Wasserfall des „Schwarzflusses“ Fiume Negro. Beeindruckende Tropfsteine und bizarre Felsformationen, von der Natur in Millionen Jahren geformt, lassen die riesigen Hallen durch Beleuchtung wie einen Salon erscheinen.

## Galerie

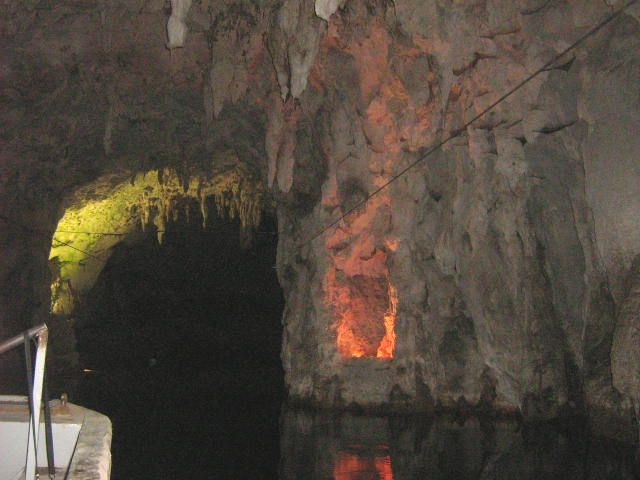
See
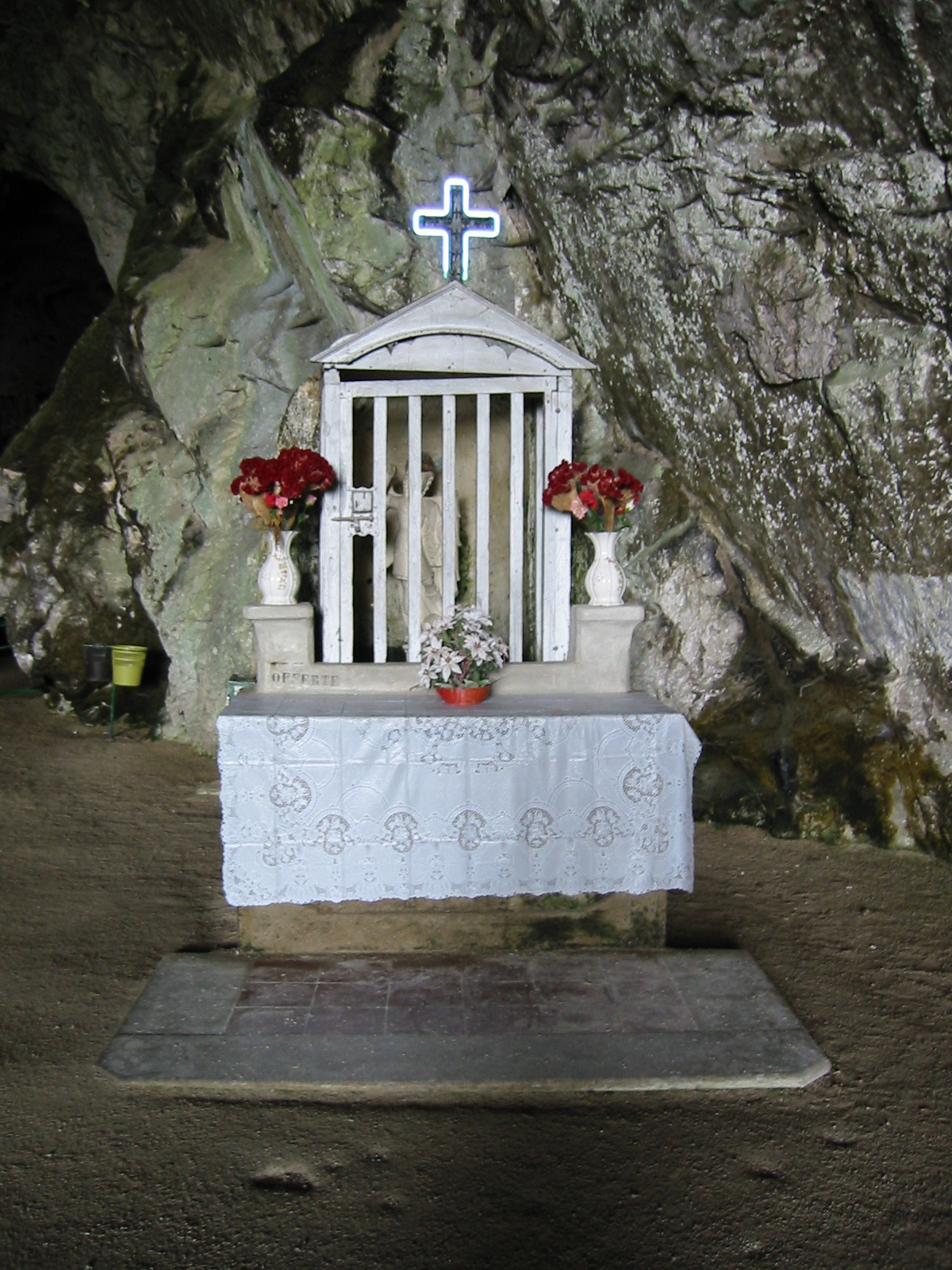
Kapelle der San Michele Arcangelo in der Höhle